# Labitolosa
Labitolosa es una ciudad romana situada en el cerro Calvario, en la localidad española de La Puebla de Castro (Huesca, España), junto al río Ésera.

## Historia
Su vida activa se desarrolló entre el siglo I a. C., posiblemente fruto de la asimilación del pueblo de los Tolosani por los Ilergetes, y finales del II d. C. momento en el que se abandonó. 
No figura en las fuentes literarias romanas conocidas, ni siquiera en el texto de la Naturalis Historia de Plinio en el que se nombran las ciudades principales del convento jurídico cesaraugustano. 
Hasta el inicio de las excavaciones solamente una inscripción latina descubierta en el siglo XVI y recogida en el CIL daba noticia de su existencia al aludir a unos cives Labitolosani (ciudadanos labitolosanos). 
De entre su élite municipal destaca Publio Clodio Flaco, quien consiguió ser promocionado al orden ecuestre por el emperador Adriano.

## Excavaciones
Desde 1991 esta ciudad romana es excavada con regularidad por un equipo mixto de investigadores de las universidades de Burdeos (Francia) y Zaragoza (España). Actualmente las termas y la curia están protegidas y abiertas permanentemente al público para su visita, mientras que otras zonas de la ciudad continúan en proceso de excavación y consolidación.
Se han hallado dos edificios termales, el conjunto del foro (en el que destaca la curia) una domus y varios edificios más.
Como particularidades cabe destacar el buen estado de conservación de la curia, el lugar de reunión del ordo de los decuriones o notables de la ciudad, donde se han localizado varias inscripciones en su emplazamiento original y pedestales de esculturas. También destaca el buen estado del sistema de calefacción de las termas, que se han convertido en el vestigio de termas romanas más complejo y mejor conservado de todo el ámbito pirenaico.